# セー大聖堂
セー大聖堂(ポルトガル語: Sé Catedral)として知られる聖カタリナのセー大聖堂(ポルトガル語: Sé Catedral de Santa Catarina)はインドのオールド・ゴアに存在するラテン式典礼を行うカトリック教会の大聖堂。セ大聖堂とも表記する。ゴアおよびダマン大司教区の司教座聖堂であり、東インド総大司教の司教座がおかれる。

## 歴史

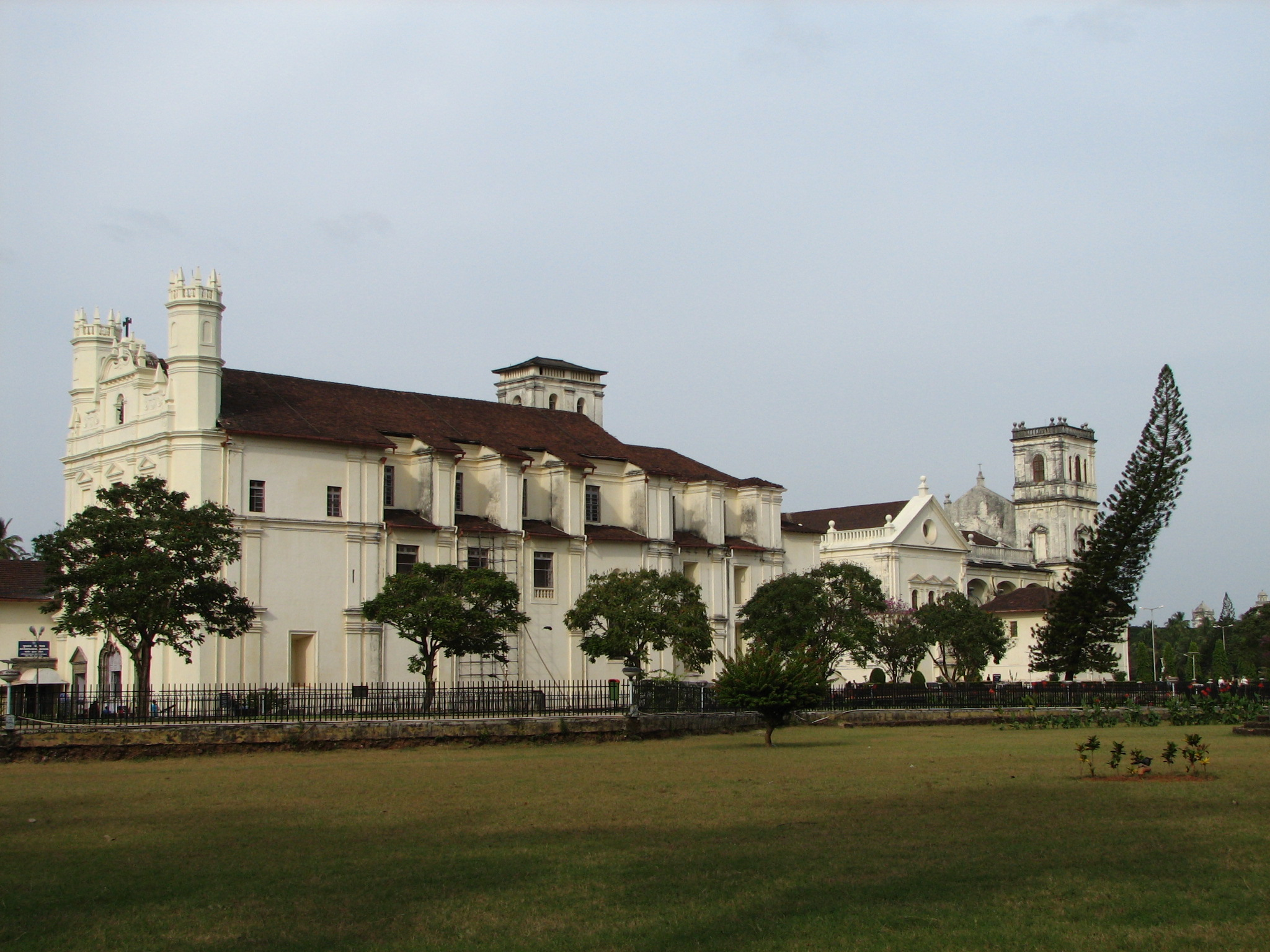
セー大聖堂外観

セー大聖堂はアフォンソ・デ・アルブケルケ率いるポルトガルがムスリムの軍隊に勝利したことを記念して建築された。この勝利は1510年のゴアの街の（恒久的な）占領につながっている。勝利を収めた日が聖カタリナの記念日であったことから、この大聖堂は聖カタリナに捧げられた。
1552年にジョージカブラル知事に委任されたことで、過去の遺跡の上にまで拡張された。1562年、セバスティアン1世の治世下で教会建築が始まり、1619年に建設完了、1640年に聖別された。
セー大聖堂は2つの塔をもっているが、そのうちの1つは1776年に崩壊しており、再建されていない。
1953年、教皇のピウス12世より大聖堂に、黄金のバラが贈与された。黄金のバラは金で出来たオーナメントであり、伝統的にカトリック教会の教皇たちが祝福し、敬意や慈愛の証として授与するものである。この黄金のバラは聖フランシスコ・ザビエルの墓の上に安置されている。

## 建築様式
セー大聖堂の建築様式はポルトガルのマヌエル様式である。外観はトスカーナ式であるのに対し、内部はコリント式となっている。教会の大きさは、長さ250フィート (76 m)、幅181フィート (55 m)、正面からの高さは115フィート (35 m)である。

## 聖堂内部
セー大聖堂の塔には「黄金の鐘」として知られる大きな鐘がすえられており、豊かな音色と記されている。主要部をなす祭壇はアレクサンドリアのカタリナに捧げられたもので、両側にはいくつかの古い絵が存在する。右側には奇跡の十字架のチャペルがあり、1919年にはキリストが出現したと言われている。これらは6枚のパネルで構成されており、それぞれに聖カタリナの生涯の場面が彫刻されている。また、金で装飾された大きなレレドスは祭壇を大きく越える。
また、セー大聖堂には洗礼盤が安置された洗礼室が1532年に作られており、フランシスコ・ザビエルにより、いくらかのゴアの改宗者たちを洗礼するために使われた。

## ギャラリー

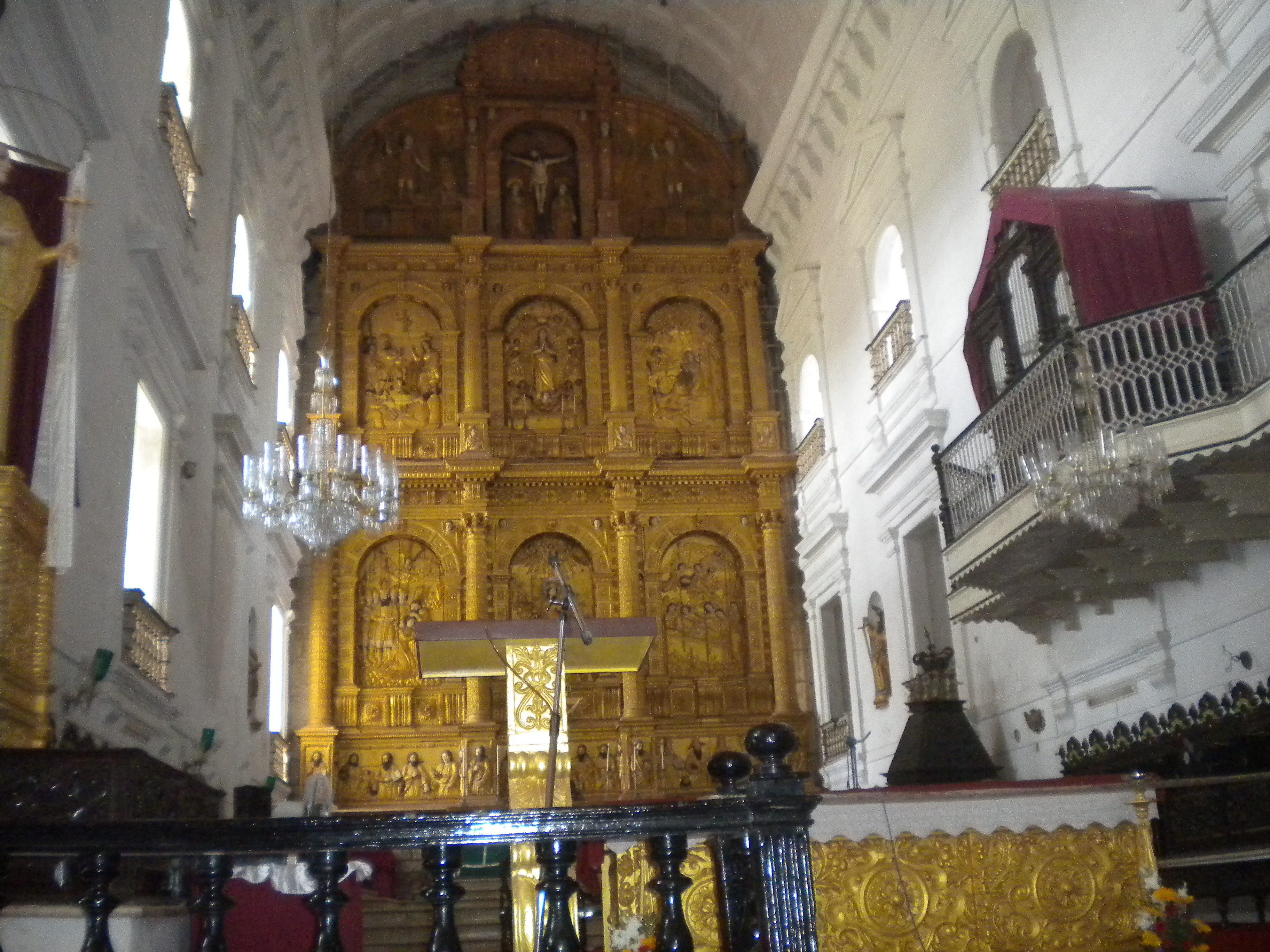
祭壇
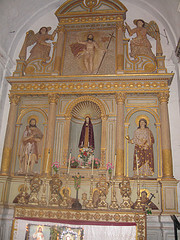
祭壇細部
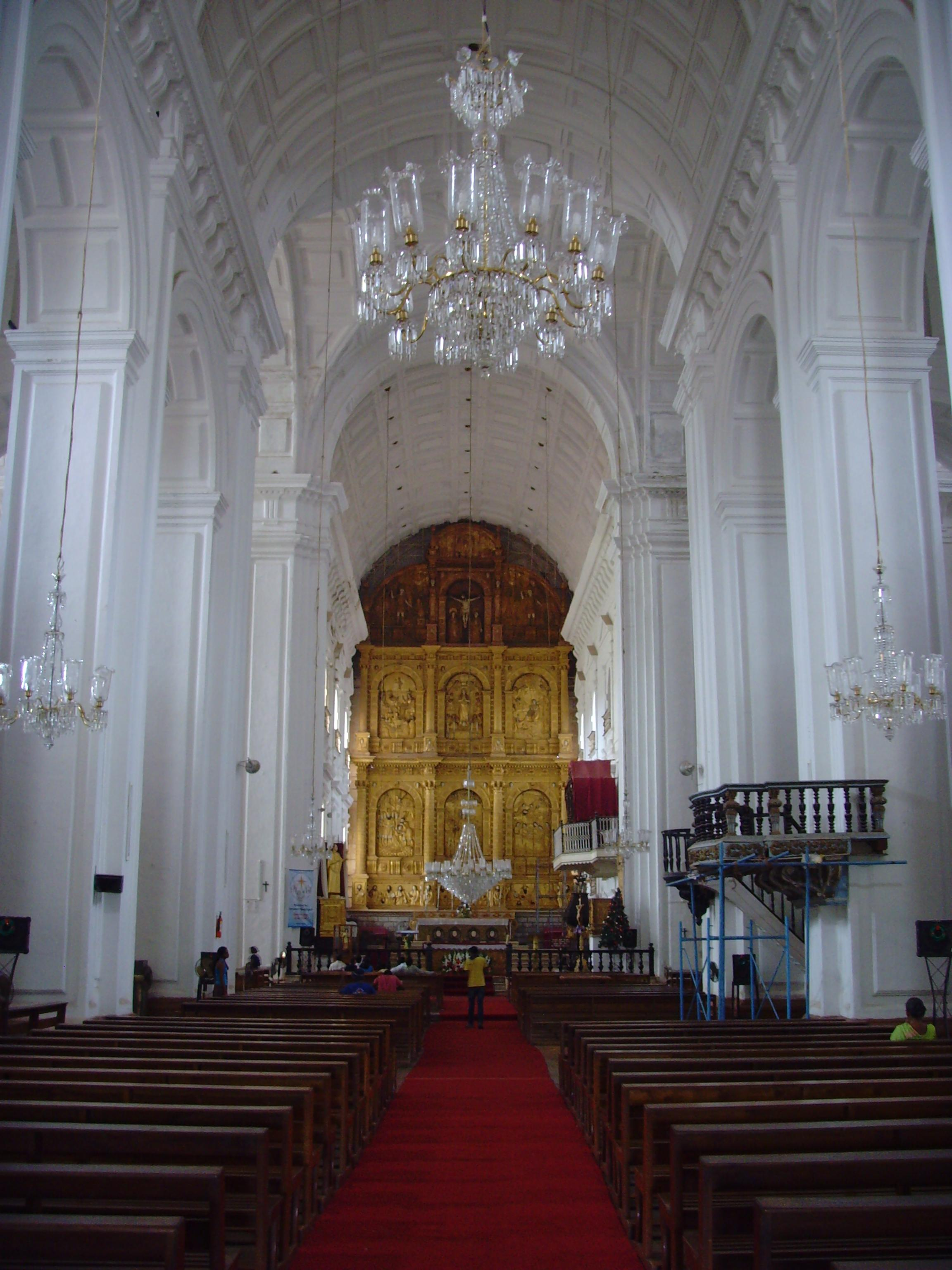
聖堂内部 (レレドス方向)
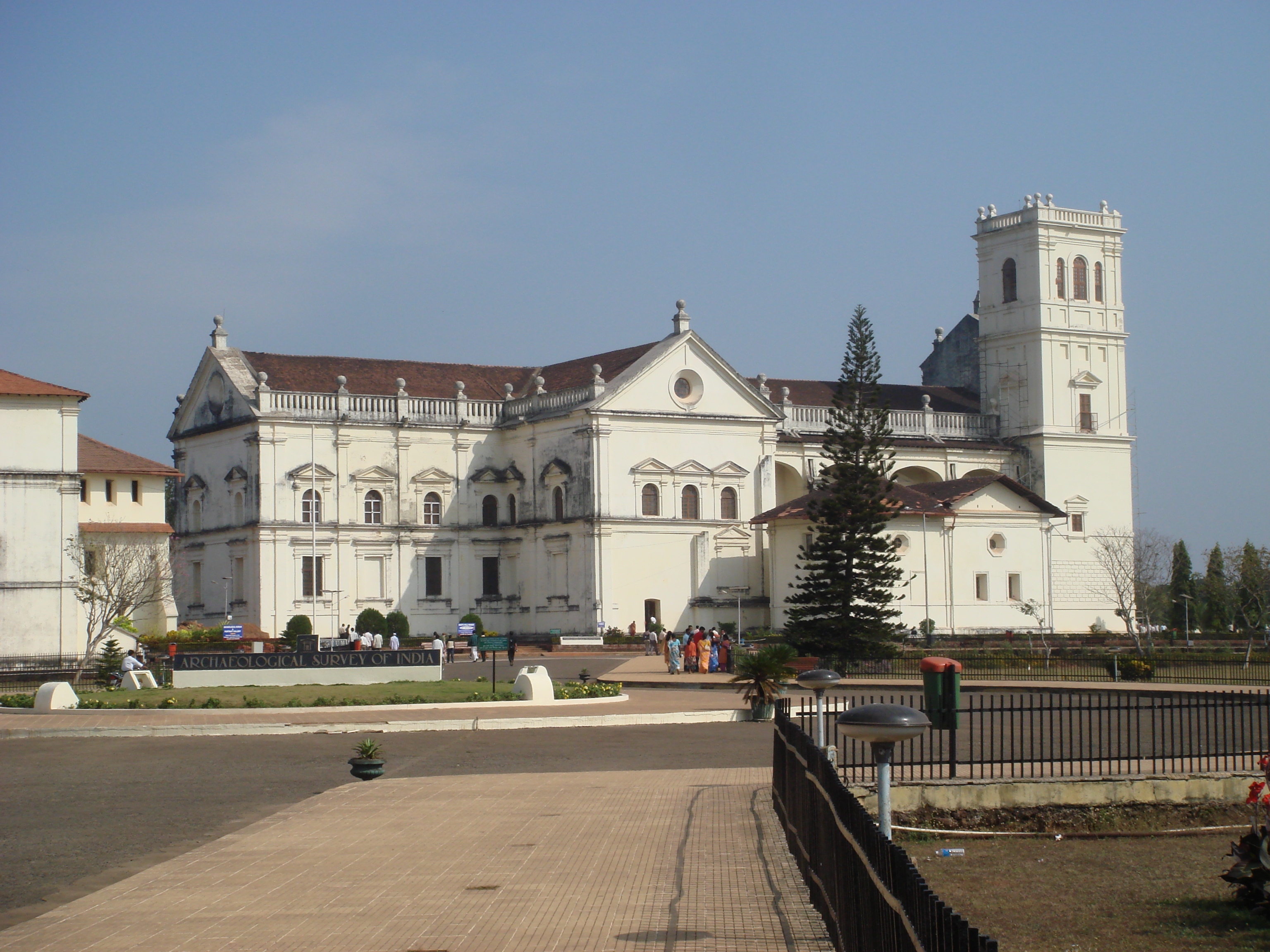
聖堂外観を横から
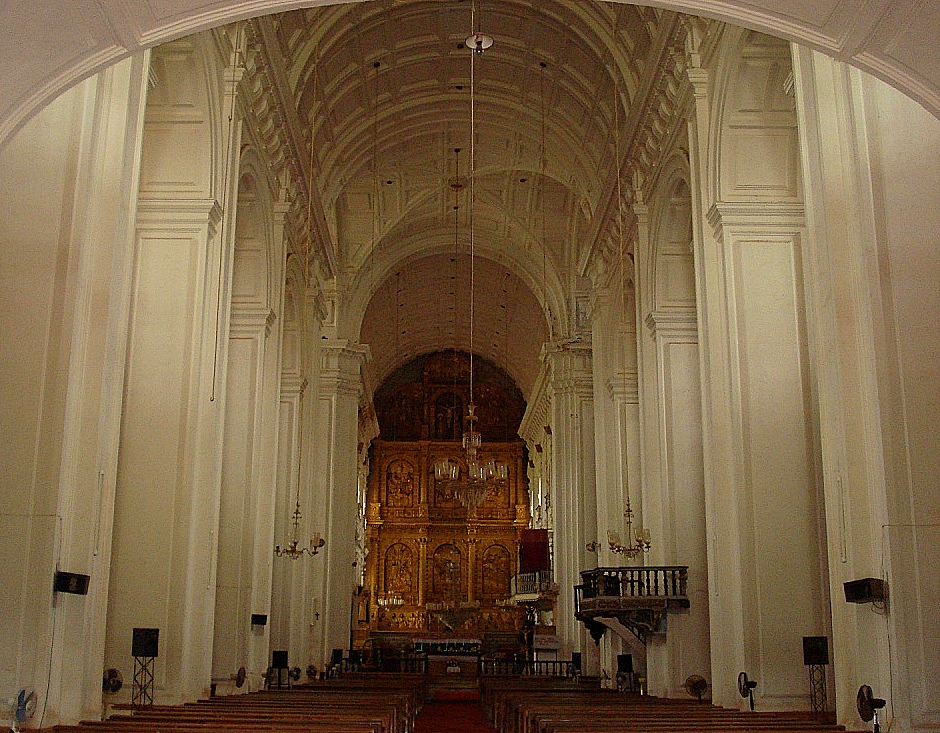
聖堂内部